# Eidgenössisches Justiz- und Polizeidepartement
Das Eidgenössische Justiz- und Polizeidepartement EJPD (französisch Département fédéral de justice et police DFJP, italienisch Dipartimento federale di giustizia e polizia DFGP, rätoromanisch Departament federal da giustia e poliziaⓘ DFGP, englisch Federal Department of Justice and Police FDJP) ist eines der sieben Departemente der Schweizer Regierung. Jeweils einer der Bundesräte steht dem Departement vor.

## Bezeichnungen
- 1848: Justiz- und Polizeidepartement
- 1979: Eidgenössisches Justiz- und Polizeidepartement

## Bereiche
- Generalsekretariat (GS-EJPD)
  - Eidgenössische Spielbankenkommission (ESBK)
  - Eidgenössische Schiedskommission für die Verwertung von Urheberrechten und verwandten Schutzrechten (ESchK)
  - Dienst für die Überwachung des Post- und Fernmeldeverkehrs
  - Kommission zur Verhütung von Folter
- Bundesamt für Justiz (BJ)
- Bundesamt für Polizei (fedpol)
- Staatssekretariat für Migration (SEM)

Administrativ dem EJPD zugeordnet:
- Schweizerisches Institut für Rechtsvergleichung (SIR)
- Eidgenössisches Institut für Geistiges Eigentum (IGE)
- Eidgenössische Revisionsaufsichtsbehörde (RAB)
- Eidgenössisches Institut für Metrologie (METAS)
- Kantonale Passbüros

## Vorsteher des Departements
| Jahr      | Bild | Name (Lebensdaten)                    | Partei            |
| --------- | ---- | ------------------------------------- | ----------------- |
| 1848–1849 |      | Henri Druey (1799–1855)               | freis.            |
| 1850–1851 |      | Jonas Furrer (1805–1861)              | freis.            |
| 1852      |      | Henri Druey (1799–1855)               | freis.            |
| 1853–1854 |      | Jonas Furrer (1805–1861)              | freis.            |
| 1855      |      | Jakob Stämpfli (1820–1879)            | freis.            |
| 1856–1857 |      | Jonas Furrer (1805–1861)              | freis.            |
| 1858      |      | Josef Martin Knüsel (1813–1889)       | freis.            |
| 1859–1861 |      | Jonas Furrer (1805–1861)              | freis.            |
| 1861–1863 |      | Jakob Dubs (1822–1879)                | freis.            |
| 1864–1865 |      | Josef Martin Knüsel (1813–1889)       | freis.            |
| 1866      |      | Jakob Dubs (1822–1879)                | freis.            |
| 1867–1873 |      | Josef Martin Knüsel (1813–1889)       | freis.            |
| 1874–1875 |      | Paul Cérésole (1832–1905)             | freis.            |
| 1876–1880 |      | Fridolin Anderwert (1828–1880)        | freis.            |
| 1881      |      | Emil Welti (1825–1899)                | freis.            |
| 1882      |      | Louis Ruchonnet (1834–1893)           | freis.            |
| 1883      |      | Adolf Deucher (1831–1912)             | freis.            |
| 1884–1893 |      | Louis Ruchonnet (1834–1893)           | freis.            |
| 1894–1895 |      | Eugène Ruffy (1854–1919)              | FDP               |
| 1895–1897 |      | Eduard Müller (1848–1919)             | FDP               |
| 1897–1900 |      | Ernst Brenner (1856–1911)             | FDP               |
| 1901      |      | Robert Comtesse (1847–1922)           | FDP               |
| 1902–1907 |      | Ernst Brenner (1856–1911)             | FDP               |
| 1908      |      | Ludwig Forrer (1845–1921)             | FDP               |
| 1908      |      | Josef Anton Schobinger (1849–1911)    | kath.-kons.       |
| 1909–1911 |      | Ernst Brenner (1856–1911)             | FDP               |
| 1911      |      | Arthur Hoffmann (1857–1927)           | FDP               |
| 1912      |      | Eduard Müller (1848–1919)             | FDP               |
| 1913      |      | Camille Decoppet (1862–1925)          | FDP               |
| 1914–1919 |      | Eduard Müller (1848–1919)             | FDP               |
| 1920–1934 |      | Heinrich Häberlin (1868–1947)         | FDP               |
| 1934–1940 |      | Johannes Baumann (1874–1953)          | FDP               |
| 1941–1951 |      | Eduard von Steiger (1881–1962)        | BGB               |
| 1952–1958 |      | Markus Feldmann (1897–1958)           | BGB               |
| 1959      |      | Friedrich Traugott Wahlen (1899–1985) | BGB               |
| 1960–1971 |      | Ludwig von Moos (1910–1990)           | CVP               |
| 1972–1982 |      | Kurt Furgler (1924–2008)              | CVP               |
| 1983–1984 |      | Rudolf Friedrich (1923–2013)          | FDP               |
| 1984–1989 |      | Elisabeth Kopp (1936–2023)            | FDP               |
| 1989–1999 |      | Arnold Koller (* 1933)                | CVP               |
| 1999–2003 |      | Ruth Metzler-Arnold (* 1964)          | CVP               |
| 2004–2007 |      | Christoph Blocher (* 1940)            | SVP               |
| 2008–2010 |      | Eveline Widmer-Schlumpf (* 1956)      | SVP               |
| 2008–2010 | BDP  | Eveline Widmer-Schlumpf (* 1956)      |                   |
| 2010–2018 |      | Simonetta Sommaruga (* 1960)          | SP                |
| 2019–2022 |      | Karin Keller-Sutter (* 1963)          | FDP.Die Liberalen |
| 2023      |      | Elisabeth Baume-Schneider (* 1963)    | SP                |
| 2024–     |      | Beat Jans (* 1964)                    | SP                |

## Personalbestand ab 2001
| Jahr | Vollzeitstellen |
| ---- | --------------- |
| 2001 | 1'864           |
| 2002 | 2'065           |
| 2003 | 2'225           |
| 2004 | 2'344           |
| 2005 | 2'243           |
| 2006 | 2'182           |
| 2007 | 2'137           |
| 2008 | 2'205           |
| 2009 | 2'253           |
| 2010 | 2'305           |
| 2011 | 2'208           |
| 2012 | 2'281           |
| 2013 | 2'259           |
| 2014 | 2'400           |
| 2015 | 2'428           |
| 2016 | 2'499           |
| 2017 | 2'556           |
| 2018 | 2'529           |
| 2019 | 2'602           |
| 2020 | 2'697           |
| 2021 | 2'719           |
| 2022 | 2'794           |
| 2023 | 3'026           |
| 2024 | 3'206           |